# Аоба (Иокогама)
Аоба (яп. 青葉区 Аоба-ку, [a.oba ku̥]; «Зеленых листьев район») — район города Иокогама префектуры Канагава в Японии. По состоянию на 1 августа 2013 площадь района составляла 35,06 км ², население — 307 656 человек.

## География
Район Аоба занимает территорию в восточной части префектуры Канагава и в северо-западном углу города Иокогама. Расположен на равнине, с редкими небольшими холмами. Граничит с иокогамскими районами Мидори, Цудзуки, Кавасаки в Иокогаме и токийским районом Матида. 

## История

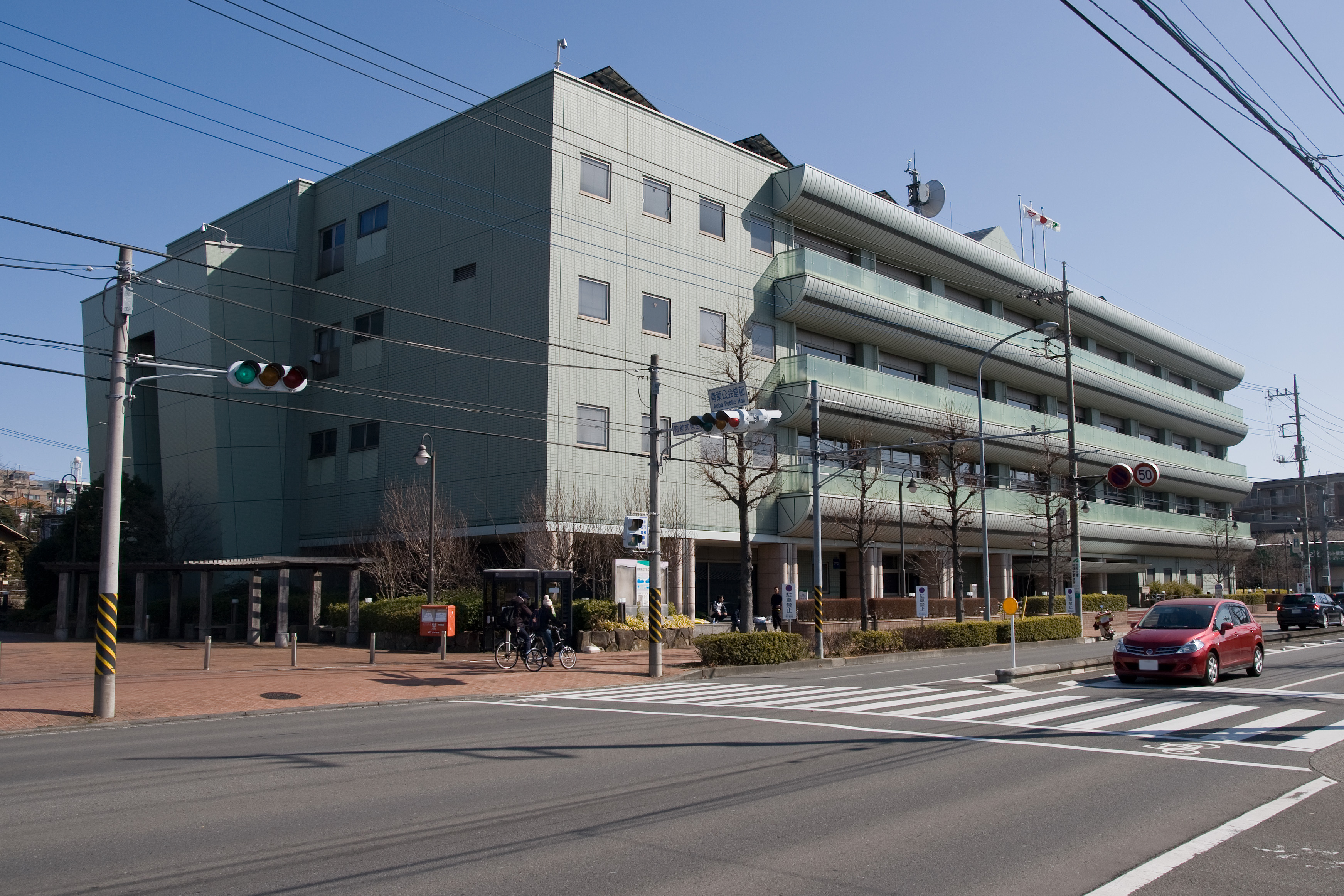
Здание управления района Аоба

Территория современного района Аоба раньше была частью района Цуцуки в провинции Мусаси. В период Эдо, это был сельский район, находившийся под прямым контролем администрации сёгуната Токугава и управлявшаяся хатамото. В 1868 году, во время реставрации Мэйдзи, область стала частью новой префектуры Канагава. После кадастровой реформы 1 апреля 1889 года район был разделен на села Тана, Накадзато и Ямаути в округе Цузуки. В это же время Аоба стал центром шелководства. 1 апреля 1939 года, три деревни в пределах района Цуцуки вошли в состав города Иокогама, став частью района Кёхоку.
После административной реформы 1 октября 1969 года район Кёхоку был разделен, и территория современного района Аоба стала частью нового района Мидори. 6 ноября 1994 года районы Кёхоку и Мидори объединили, а затем снова разделили на четыре новых района — Кёхоку, Мидори, Цудзуки и Аоба. Северное отделение управления района Мидори в Итигао стало управлением нового района Аоба. Административные реформы были связаны с развитием севера Иокогамы правлениями железнодорожных компаний. Открытие линии Дэнъэнтоси привело к скорому развитию пригородного строительства в регионе. 
Эмблема района официально была принята 6 ноября 1996 года. Она была выбрана из ряда проектов, представленных резидентами. Деревья на холму внутри зеленого овала образуют название района — «Аоба». Холм символизирует географическое расположение района. Эмблема символизирует близость природы и человека.

## Экономика
Район Аоба — региональный торговый центр и спальный район для городов Иокогама, Кавасаки и Токио, с большими торговыми центрами у станций Аобадай и Тама Плаза. На севере района, у реки Ямото, в равнинной области до конца XX века сохранялось остаточное сельское хозяйство.
По территории района проходят железнодорожные линии: Дэнъэнтоси со станциями Тама Плаза, Адзамино, Эда, Итигао, Фудзигаока, Аобадай, Тана; Иокогама Минатомирай со станциями Онда, Кодомонокуни; и голубая линия Иокогамского муниципального транспортного бюро со станцией Адзамино. Через Аобу проходит Японская государственная трасса 246 и 12, 13, 102, 139 и 140 шоссе префектуры Канагава.

## Культура
На территории района находятся Иокогамский университет Тоин, Японский спортивный университет, Молодёжный колледж Каритас, Иокогамский колледж искусств и дизайна. К местным достопримечательностям относится тематический парк Кодомонокуни.
В районе Аоба родились бывший мэр Иокогамы Хироси Накада, актриса и трёхкратный лауреат премии Японской киноакадемии Эми Вакуи, актёр и музыкант, член группы «TOKIO» Томоя Нагасе.